# Felosa-comum

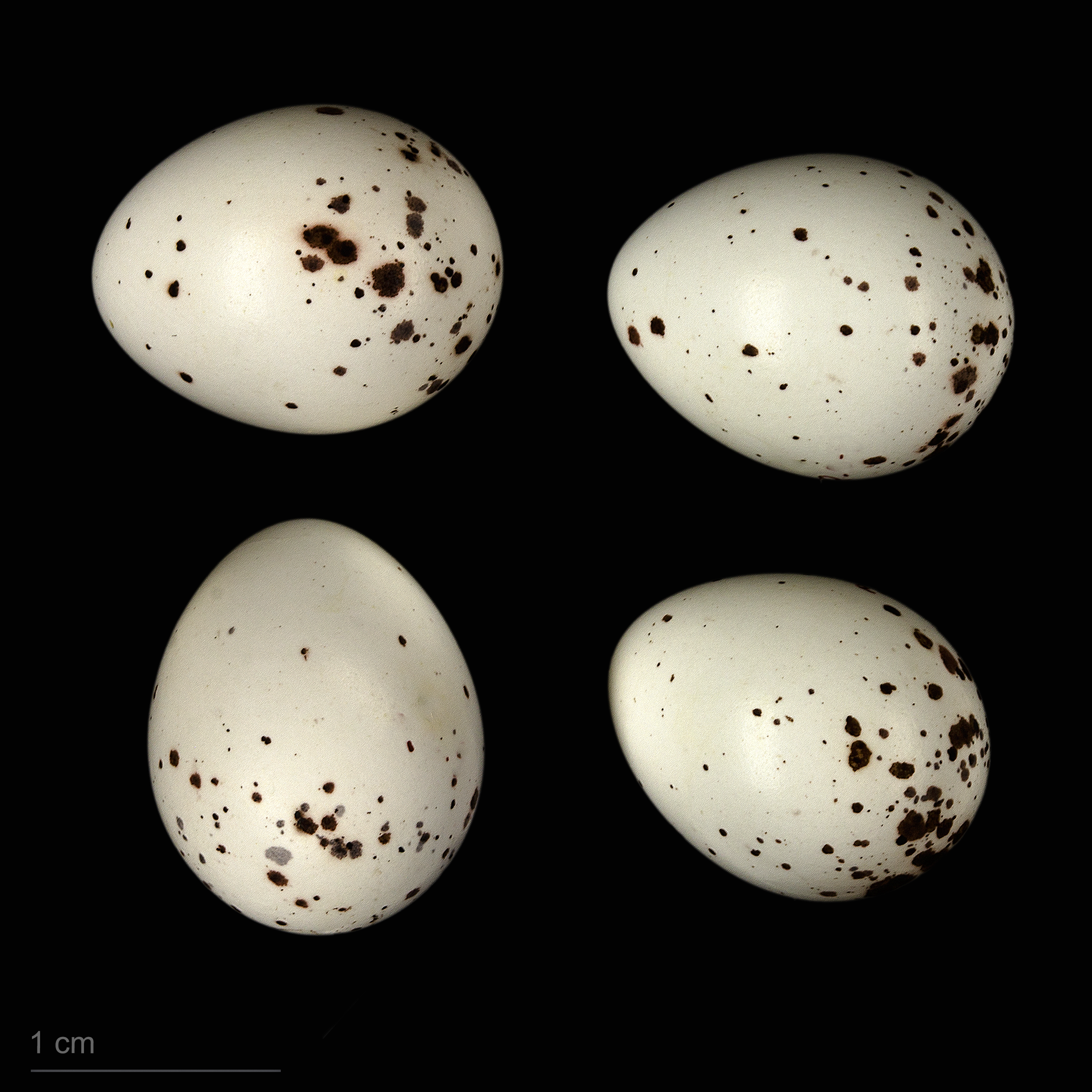
Phylloscopus collybita collybita - MHNT

A felosa-comum (Phylloscopus collybita) é uma pequena ave da família Phylloscopidae. É parecida com a felosa-ibérica, distinguindo-se sobretudo pelas vocalizações.
Esta felosa nidifica no centro e no norte da Europa e da Ásia. Em Portugal ocorre principalmente como invernante.
Dá, ainda, pelos nomes comuns de fulecra, fuinha, tolinha, tolinha-das-couves e felosinha-comum.